# Ust'janskij rajon
Il distretto di Ust'janskij (in lingua russa Устьянский муниципальный район, letteralmente Ust'janskij municipal'nyj rajon, in inglese traslitterato come Ustyansky munitsipalnyy rayon) è un rajon (distretto russo) dell'Oblast' di Arcangelo, in Russia.
Il capoluogo è Oktjabr'skij.